# Escopofilia
(Gravura de H. Humphrey, 1796)

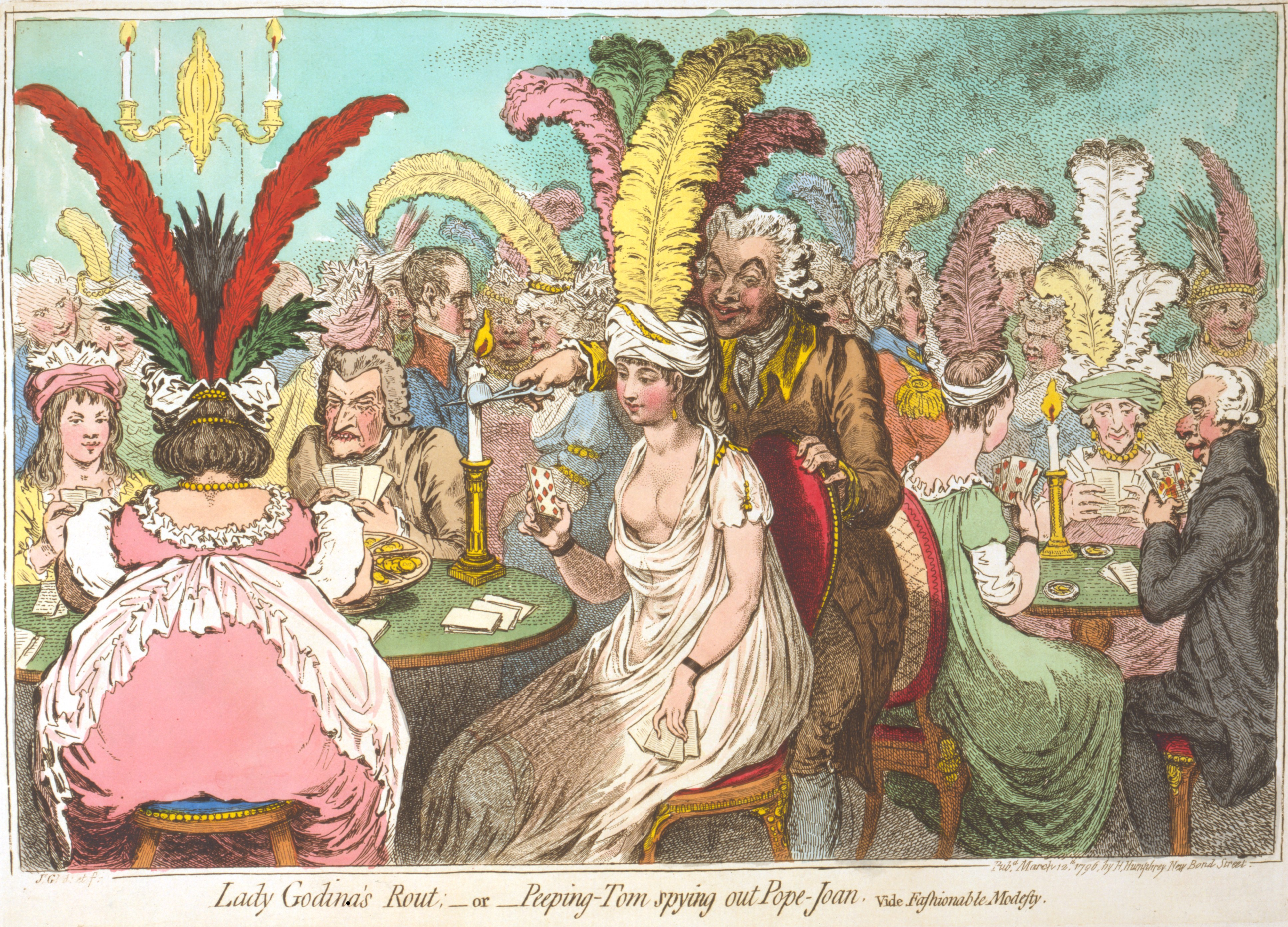
Homem olhando para o generoso decote de uma mulher (Gravura de H. Humphrey, 1796)

Nos campos da psicologia e da psiquiatria, os termos escopofilia e escofofilia (em grego clássico: σκοπέω skopeō, "olhar para", "examinar" + φῐλῐ́ᾱ philíā, "a tendência para") descreve o prazer estético derivado de uma pessoa olhar para algo ou para alguém. Em sexualidade humana, o termo "escopofilia" descreve o prazer sexual que uma pessoa obtém ao observar algo erótico, como pornografia,corpo nu,fetiches etc., como substituto da participação real em um relacionamento sexual.

## Psicanálise
Sigmund Freud usou o termo  'escopofilia'  para descrever, analisar e explicar o conceito de Schaulust, o prazer em olhar, uma curiosidade que ele considerava um instinto parcial inato no processo infantil de formar uma personalidade; e que tal instinto de prazer possa ser sublimado, seja na Estética, olhando para objetos de arte, ou transformado em uma neurose obsessiva, "uma curiosidade ardente e atormentadora em ver o corpo feminino", que afligiu o paciente chamado "O homem dos ratos", atendido por Freud. A partir dessa interpretação inicial de Schaulust, surgiu a crença psico-médica de que a inibição do "impulso escópico" pode levar a doenças físicas reais, como distúrbios fisiológicos da percepção visual e da visão. Em contraste com a interpretação de Freud do "impulso escópico", outras teorias psicanalíticas propuseram que as práticas da escopofilia poderiam levar à loucura — insanidade ou transtorno mental — que é a retirada da pessoa escopofílica do mundo concreto da realidade em um mundo abstrato do delírio.